# Д-36
Д-36 — тривальний турбореактивний двоконтурний авіаційний двигун.

## Історія створення[1]
Розробка двигуна почалась на ДКБ-478 в кінці 60-х років для задоволення потреб АНТК імені Олега Антонова, яке займалось перспективним військово-транспортним літаком Ан-60. В 1977 році проведено державні випробування двигуна і розпочатий серійний випуск на Запорізькому моторобудівному заводі "Мотор Січ". Для полегшення заміни окремих агрегатів безпосередньо в експлуатації двигун виконаний за модульним принципом.

## Технічний опис[2][3]
Двигун виконаний за трьохвальною схемою з переднім розташуванням вентилятора і з роздільними потоками та соплами. Ротор компресора розділений на три самостійних ротора (трьохвальна схема), кожен з яких обертається своєю турбіною. При цьому ротори мають різні оптимальні для них частоти обертання і пов'язані між собою тільки газодинамічним зв'язком.
Виконання двигуна за трьохвальною схемою дозволило:
- отримати більш високий ККД окремих каскадів компресора;
- забезпечити необхідні запаси газодинамічної стійкості компресора;
- використовувати для запуску двигуна пусковий пристрій малої потужності, тому що при запуску стартер розкручує тільки ротор компресора високого тиску.

Крім того, у трьохвального двигуна ротори коротші і тому вони жорсткіші та краще зберігаються радіальні зазори.
Двигун розділений на 12 основних модулів:
- робоче колесо вентилятора;
- напрямний апарат вентилятора;
- вал вентилятора;
- компресор низького тиску;
- коробка приводів
- задня опора;
- турбіна вентилятора;
- ротор турбіни низького тиску;
- корпус опор турбін;
- ротор турбіни високого тиску;
- камера згоряння;
- проміжний корпус, зібраний з компресором високого тиску.

Кожен з модулів є закінченим конструктивно-технологічним вузлом і може бути демонтований і замінений без розбирання сусідніх модулів, що забезпечує можливість відновлення його експлуатаційної придатності заміною деталей і вузлів в умовах експлуатації.
Велика ступінь двухконтурності двигуна і високі параметри газодинамічного циклу забезпечують його високу економічність. У вихідній частині зовнішнього контуру на двигун може бути встановлено реверсивний пристрій.

### Компресор
Компресор двигуна Д-36 осьовий, трьохкаскадний, складається з одноступеневого надзвукового вентилятора, шестиступеневого дозвукового компресора низького тиску і семиступеневого дозвукового компресора високого тиску.  
Вентилятор розташований в передній частині двигуна за повітрозабірником та призначений для збільшення енергії повітря, що проходить через зовнішній контур двигуна, і попереднього стиснення повітря, що надходить у внутрішній контур двигуна. Одноступеневий вентилятор складається з робочого колеса, статора з напрямним апаратом, валу з підшипниковим вузлом і кока. Диск робочого колеса вентилятора з'єднаний з валом і коком за допомогою болтів, а лопаті кріпляться до дисків хвостовиками типу "ластівчин хвіст". До переднього фланця корпусу вентилятора кріпиться літаковий повітрозабірник. Вал вентилятора з'єднаний з валом турбіни вентилятора і разом утворюють ротор вентилятора. Корпус вентилятора, робочі лопаті та кожухи шумопоглинаючих панелей виготовлені із титанових сплавів.
За вентилятором розташований компресор низького тиску (КНТ), в якому відбувається подальше стиснення повітря, яке поступило з вентилятора у внутрішній контур двигуна. КНТ двигуна Д-36 - шестиступеневий, складається з статора і ротора. Статор своїм обтічником розділяє потік повітря за робочим колесом вентилятора по контурах. У статорі змонтовані: нерухомий і поворотний вхідні напрямні апарати, вузли передніх підшипників роторів вентилятора і КНТ, напрямні апарати ступенів, робочі кільця і клапани перепуску повітря з КНТ. Ротор компресора - барабанно-дискової конструкції, з'єднаний з переднім і заднім валами за допомогою болтів, робочі лопаті з'єднані з вінцями дисків хвостовиками типу "ластівчин хвіст". Ротор КНТ з'єднаний з ротором турбіни низького тиску і разом утворюють ротор низького тиску. Обтічник переднього корпусу КНТ, лопаті вхідних і напрямних апаратів, деталі клапанів перепуску повітря, диски, робочі лопаті та передній лабіринт виготовлені із титанових сплавів.
Остаточне стиснення повітря і подача його в камеру згоряння відбувається в компресорі високого тиску (КВТ), який розташований за проміжним корпусом. КВТ двигуна Д-36 - семиступеневий, складається з вхідного напрямного апарату, ротора, статора і клапанів перепуску повітря. Ротор КВТ - барабанно-дискової конструкції. Зварений барабан, диски останніх ступенів, проставки і вали з'єднані між собою болтами, лопаті з дисками з'єднані хвостовиками типу "ластівчин хвіст". Ротор КВТ з'єднаний з ротором турбіни високого тиску і разом утворюють ротор високого тиску. Диски КВТ і робочі лопаті першої секції виготовлені із титанових сплавів.

### Проміжний корпус
Проміжний корпус є основним силовим вузлом двигуна. Розташований між КНТ і КВТ. Корпус утворює внутрішній і зовнішній повітряні тракти двигуна. На ньому розміщені агрегати, прилади та пристрої, які обслуговують і контролюють роботу двигуна і літака, кріпляться передні вузли підвіски двигуна до літака. Проміжний  корпус виготовлений з магнієвого сплаву.

### Пристрої відбору потужності
Відбір потужності для приводу агрегатів здійснюється від ротора КВТ за допомогою центрального приводу, колонки і коробки приводів. У центральному приводі розміщена шестернева передача, що складається з циліндричної і конічної ступенів, що забезпечує передачу крутного моменту від ротора КВТ до колонки приводів через вертикальну ресору. Колонка приводів зв'язана з центральним приводом вертикальною ресорою, а з коробкою приводів - горизонтальною. У корпусі коробки приводів змонтовані шестерневі передачі для приводу агрегатів, які обслуговують літак і двигун. На коробці приводів розміщені: гідронасос НП-72, паливний регулятор, блок паливних насосів, гідропривід з генератором змінного струму ГП-21, маслоагрегат МА-36, відцентровий суфлер ЦС-36, повітровідокремлювач ВО-36, повітряний статор СВ-36 і стружкосигналізатор. Модульність конструкції дозволяє проводити заміну колонки чи коробки приводів на двигуні, без знімання його з літака.

### Камера згоряння
Камера згоряння служить для утворення паливної суміші, спалювання її та підведення газового потоку на вхід турбіни. До її складу входить: корпус з жароміцної сталі, жарова труба, 24 одноканальні робочі форсунки, два пускових запальника, паливний колектор і дифузор з напрямним апаратом. 
Корпус камери згоряння - зварної конструкції. На зовнішній поверхні корпусу змонтовані фланці для кріплення робочих паливних форсунок, фланці для двох пускових запальників, фланці для відбору повітря із-за КВТ на літакові потреби, передбачені спеціальні фланці для огляду жарової труби. Корпус камери згоряння розміщений між корпусами КВТ і соплового апарату турбіни високого тиску.
Жарова труба - кільцевого типу, з 24 паливними форсунками, має зварену конструкцію. Вона складається з лобового кільця з обтічником, зовнішнього і внутрішнього кожухів. Охолодження жарової труби реалізується шляхом подачі вторинного повітря через отвори в кожухах всередину жарової труби. Вона виготовлена з жароміцного сплаву.
Для надійного запалення палива в камері згоряння на двигуні встановлено два пускових запальника. Пусковий запальник складається з пускової форсунки, корпусу і свічки запалювання. Правий і лівий пускові запальники невзаємозамінні.

### Турбіна
Турбіна виконує перетворення кінетичної енергії газового потоку в механічну енергію на валу. Турбіна двигуна Д-36 - осьова, реактивна, трикаскадна, п'ятиступенева. 
Кожен каскад турбіни використовується для обертання ротора відповідного каскаду компресора:
- одноступенева турбіна високого тиску (ТВТ) приводить в обертання ротор КВТ і всі привідні агрегати двигуна;
- одноступенева турбіна низького тиску (ТНТ) приводить в обертання ротор КНТ;
- триступенева турбіна вентилятора (ТВ) приводить в обертання вентилятор.

ТВТ складається з ротора і статора. Ротор ТВТ являє собою робочий диск, до фланців якого кріпляться вал КВТ і задній вал з лабіринтовими ущільненнями. Робочі лопаті з ободом диску з'єднані хвостовиками [[ялинкоподібного типу. Статор ТВТ складається із зовнішнього і внутрішнього корпусів, восьми секторів соплових лопотів (по чотири лопаті в секторі) і проставки із стільниковими ущільненнями, розташованої над робочими лопатями.
ТНТ складається з ротора і статора. Ротор ТНТ являє собою робочий диск, до фланця якого кріпляться вал ТНТ який внутрішніми шліцами з'єднаний з валом КНТ. Робочі лопаті з ободом диску з'єднані хвостовиками ялинкоподібного типу. Статор ТНТ складається з корпусу опор ТВТ і ТНТ, і секторів соплових лопаток (по три лопаті в секторі). Ліворуч і праворуч на корпусі є вікна, закриті заглушками, для огляду стану робочих лопатей ТНТ. 
ТВ складається з ротора і статора. Ротор ТВ - барабанно-дискової конструкції. До складу ротора входять три робочих колеса і вал ТВ який внутрішніми шліцами з'єднаний з валом вентилятора. Робочі лопаті з ободами дисків з'єднані хвостовиками ялинкоподібного типу. Статор ТВ складається з зовнішнього корпусу, трьох рядів соплових апаратів, трьох внутрішніх корпусів із стільниковими ущільненнями, і трьох рядів проставок із стільниковими ущільненнями розташованими над робочими лопатками. Кожен з соплових апаратів складається з окремих секторів по п'ять лопотів у секторі. Ліворуч і праворуч на корпусі є по три вікна, закриті заглушками, для огляду стану робочих лопатей ТВ.

### Система змащування
Система змащування забезпечує подачу мастила для змащування і охолодження деталей двигуна. Система змащування двигуна Д-36 - автономна циркуляційна.
До складу системи змащування входять:
- маслобак;
- паливно-масляний агрегат, що складається з:

- паливно-масляного радіатора;
- термоклапана;

- маслоагрегат, що складається з:

- нагнітальної секції;
- чотирьох відкачувальних секцій;
- редукційного клапана;
- зворотного клапана;
- фільтра тонкого очищення;
- датчика із сигналізатором засмічення фільтра

- повітровідокремлювач з фільтром грубого очищення, перепускним клапаном і датчиком перепаду тиску;
- стружкосигналізатор;
- термостружкосигналізатори;
- термометр з покажчиком температури мастила на вході в двигун;
- манометр з покажчиком тиску мастила на вході в двигун;
- сигналізатор мінімального тиску масла на вході в двигун;
- датчик з покажчиком рівня мастила в баку;
- сигналізатори рівня масла в баку;
- трубопроводи, канали масляної системи і форсунки.

## Модифікації
- Д-З6 серії 1 - базовий, встановлюється на літаку Як-42. Виготовлявся з 1977 році до початку 90-х. Загалом випустили понад 800 двігунів.
- Д-З6 серії 2А - для літаків Ан-72 і Ан-74.
- Д-З6 серії 3А - з двома додатковими режимами: надзвичайний і надзвичайний проміжний. Встановлюється на Ан-74-200.
- Д-З6 серії 4А - це двигун Д-З6 серії 3А перепрофільований для установки під крилом. Додано реверс. Встановлюється на літаках Ан-74ТК-300.